# Sjonhems distrikt
Sjonhems distrikt är ett distrikt i Gotlands kommun och Gotlands län. 
Distriktet ligger på centrala delen av Gotland.

## Tidigare administrativ tillhörighet
Distriktet inrättades 2016 och utgörs av socknen Sjonhem.
Området motsvarar den omfattning Sjonhems församling hade vid årsskiftet 1999/2000.